# Brad Garrett
Brad H. Gerstenfeld (Woodland Hills, Kalifornija, 14. travnja 1960.), poznatiji kao Brad Garrett, američki glumac i komičar, trostruki dobitnik Emmyja, poznat po ulogama u televizijskim sitcomima Svi vole Raymonda i U dobru i zlu.

## Vanjske poveznice
- Brad Garrett u internetskoj bazi filmova IMDb-u (engl.)